# Малая Минуса
Малая Минуса — село в Минусинском районе Красноярского края, административный центр Маломинусинского сельсовета.

## География
Расположено в 4 км к северо-востоку от Минусинска.
Через село протекает река Минусинка.

## История
Будучи хакасским  улусом , заселена была коренными сибиряками - переселенцами из слободы Надпороженской Красноярского уезда в 1779 году. В пофамильном реестре жителей деревни того же года, составленного для будущего прихода Минусинской Спасской церкви в селе Минусинском , переведенной из той же  слободы вместе с причтом и церковной утварью , первоначально упоминается как деревня Карасуг с 23 домами. В переводе с хакасского языка Карасуг (Хара суғ) — родник.
В 1890 г. в деревне открылась частная школа Самодуровская, которую впоследствии переименовали в приходское училище.
В 1903 г. образовалась Маломинусинская волость.
В 1911 г. в Малой Минусе действовали двухклассная министерская школа, потребительское общество и казенная винная лавка.
В 1914 г. силами прихожан построили каменный храм иконы Казанской Божией Матери. Четыре года спустя храм закрыли, а в 1922 г. для оказания помощи голодающим Поволжья изъяли ценности. Восстановили храм лишь в 1994 г.
30 сентября 1890 года в Малой Минусе было открыто смешанное частное одноклассное училище с 3-х годичным курсом. В первый год обучалось 35 мальчиков и 5 девочек в возрасте от 7 до 15 лет.
В апреле 1942 года в Малой Минусе был открыт приют для перемещенных в Советский Союз польских детей в 1939 году. Количество детей в 1942 году составляло в среднем 45 человек. Ко времени возвращения в Польшу в 1946 году в приюте было 143 ребёнка.

## Население
| 2010 |
| ---- |
| 1651 |

## Русская православная церковь
9 мая 1906 года губернским архитектором Фольбаумом в присутствии местного благочинного и прихожан было произведено освидетельствование места под постройку однопрестольной Богородице-Казанской церкви. На средства крестьян этого села и пожертвования жителей других селений в 1914 году строительство было закончено. В период с 1917 по 1919 годы была приходской.

## Люди, связанные с селом
В Малой Минусе родился Герой Советского Союза Николай Михайлов.